# Czarnocin (województwo pomorskie)
Czarnocin – wieś kociewska w Polsce położona w województwie pomorskim, w powiecie starogardzkim, w gminie Skarszewy, nad Wierzycą.
W latach 1975–1998 miejscowość administracyjnie należała do województwa gdańskiego.
Inne miejscowości o nazwie Czarnocin: Czarnocin, Czarnocinek